# 斑頰布氏脂䲁
斑頰布氏脂䲁（學名：Brockius nigricinctus），為輻鰭魚綱䲁形目脂䲁科布氏脂䲁屬的一個種，分布於西大西洋美國佛羅里達州、巴哈馬、加勒比海至巴西海域，深度0至11公尺，本魚體壯、頭寬、吻鈍、眼大，眼上方有一根分枝觸鬚，頸背兩側各有2根或2根以上分枝繁多的觸鬚，口大略斜，口腔兩側無齒，身體有6-8條寬廣的黑色橫帶，延伸至背鰭和臀鰭，鰓蓋上有一個發育良好的黑色眼斑，吻部中央有一條白色條紋，從吻部經眼睛到鰓蓋邊緣有一條深色橫帶，尾鰭顏色深，基部有一條白色橫帶，末端有白色邊緣，大型雄魚大部分身體、背鰭、尾鰭和臀鰭呈現鮮紅色；雌魚和小型雄魚的花紋相似，但身體橫帶為棕色，背鰭棘與鰭條之間有缺口，背鰭硬棘18枚，第1棘短，中間棘最長、背鰭軟條11-12枚、臀鰭硬棘2枚、臀鰭軟條18枚，體長可達8公分，棲息在沙石混合的潮間帶及礁石坡，雌魚產附著性卵，雄魚會守護卵，幼魚為浮游性，生活習性不明，可做為觀賞魚。